# Plotone Sette
Plotone Sette (Seven Troop) è un saggio scritto dall'autore britannico Andy McNab ed edito per la prima volta nel Regno Unito nel 2008. In Italia è uscito nel 2010, edito da Longanesi.
In questo saggio autobiografico l'autore sotto lo pseudonimo Andy McNab narra della sua vita dall'ingresso nell'esercito britannico sino alle successive avventure all'interno dei SAS, di cui narra dalle selezioni, sino alle missioni più pericolose nelle quali è stato partecipe.

## Trama
È la notte del 19 maggio 1998 quando Andy McNab inaugura finalmente la sua casa e invita i ragazzi del plotone Sette, suoi vecchi compagni del SAS per festeggiare. La gioia di ritrovarsi è però guastata dal recentissimo fatto di sangue che ha visto protagonista Thomas Shanks, vera leggenda del Reggimento, in carcere per omicidio. Solo qualche anno prima era toccato ad uno dei suoi migliori amici conosciuti all'interno del SAS, Nish Bruce, il giovane più scanzonato, colto e fragile del gruppo: in un raptus aveva aggredito a forbiciate la fidanzata, per poi suicidarsi. Ma cosa aveva spinto i suoi compagni sino a quel punto? Andy capisce che per trovare le risposte deve scavare nel suo passato, e rivisitare i tanti teatri delle guerre di cui lui e i suoi compagni sono stati protagonisti, spesso nell'ombra, di azioni estreme, ricostruendo la sottile trama del filo che lega quei giovani, uniti dal dovere e la lealtà più assoluti, ma anche da rancori e sensi di colpa dilanianti. Andy racconta che non ha mai conosciuto i suoi veri genitori, e che la sua madre naturale l'aveva lasciato davanti al Guy's Hospital all'interno di una busta di Harrods ("chiunque fosse mia madre, evidentemente voleva il meglio per me"). Adottato da una famiglia non economicamente florida, è cresciuto odiando chiunque possedesse beni che lui non potesse ottenere: graffiando auto lussuose, rubando nei negozi ed andando male a scuola. Sapendo che non poteva combinare null'altro nella vita, giustifica il suo ingresso tra le file di Sua Maestà all'età di sedici anni dicendo che per il lavoro del soldato serviva rabbia, e lui ne aveva moltissima. Amante del suo lavoro, uccide il suo primo uomo all'età di diciannove anni, dopo 3 anni nei Royal Green Jackets durante la guerra civile in Irlanda, diventando così uno dei caporali più giovani dell'esercito britannico. Si innamora successivamente dei SAS nel quale tenterà la selezione due volte: durante la prima verrà scartato, nella seconda verrà inserito all'interno del famigerato Plotone 7, squadrone B, soprannominati "Ice Cream Boys". Entrato nel plotone aviotrasportato inizierà il suo addestramento nella giungla della Malaysia dopodiché nei deserti dell'Oman, imparando e spiegando minuziosamente tutti i movimenti, gli addestramenti, e l'approccio con le armi insieme agli altri membri del Reggimento. Dopo aver conquistato le ali d'assalto necessarie a conquistare una specialità, e dunque diventare membro effettivo del Reggimento, McNab racconterà delle sue missioni in giro per il mondo. Dalle silenziose guerre contro l'IRA, alla guerra del Golfo (nel quale approfondirà in Pattuglia Bravo Two Zero), le missioni di spionaggio nei quartieri di Shantello, fino alle sue questioni sentimentali, per disegnare la traiettoria di un destino fiero e tragico, quello che sembra accomunare gli uomini che hanno scelto di combattere contro un nemico per poi spesso scoprire che il vero nemico era la vita, che il fronte da assalire era rappresentato dalle loro stesse ossessioni.

## Edizioni
- Andy McNab, Plotone 7, traduzione di Isabella Ragazzi e Stefano Tettamanti, Longanesi & C., 2007,  p. 425, ISBN 978-88-304-2824-9.